# Mapa mental

Este mapa mental en inglés y creado con computadora ofrece consejos sobre como elaborar un mapa mental.

Un mapa mental es un diagrama utilizado para representar palabras, ideas, tareas, lecturas, dibujos, u otros conceptos ligados y dispuestos radicalmente a través de una palabra clave o de una idea central. Los mapas mentales son un método muy eficaz para extraer y memorizar información. Son una forma lógica y creativa de tomar notas, organizar, asociar y expresar ideas, que consiste en cartografiar sus reflexiones sobre un tema. Es representado por medio de dibujos o imágenes, o puede no incluir estas y llevar colores para mejor representación del tema.
Un mapa mental es una imagen de distintos elementos, utilizados como puntos clave, que dan información específica de un tema en particular o de la ramificación de varios temas en relación con un punto central. Es también una manifestación gráfica del pensamiento radial donde de un núcleo central se irradian ramas en todas las direcciones cuando asociamos ideas. Es captar en un solo plano toda la información. Los mapas mentales son considerados como apuntes visuales para transmitir mejor el pensamiento, sintetizar conocimientos y lograr un aprendizaje significativo.
Dentro de los mapas mentales se pueden utilizar palabras claves, signos, símbolos, dibujos, códigos y abreviaturas. Con los mapas mentales se aprende a organizar y asociar las ideas. Para entender mejor qué es un mapa mental, imaginemos el plano de una ciudad. El centro de la urbe representa la idea principal; las principales avenidas que llevan al centro representan los pensamientos clave del proceso mental; las calles menores representan los pensamientos secundarios, etc.; las imágenes o formas especiales pueden representar monumentos o ideas especialmente importantes.
Un mapa mental se obtiene y se desarrolla alrededor de una palabra, frase o texto, situado en el centro, para luego derivar ideas, palabras y conceptos, mediante líneas que se trazan alrededor del título; el sentido de estas líneas puede ser horario o antihorario; es un recurso muy efectivo para facilitar el estudio académico. El gran difusor de la idea del mapa mental fue Tony Buzan en 1974, con su libro Use Your Head, donde promueve la nemotecnia y el uso de mapas mentales como herramientas del aprendizaje.

## Usos

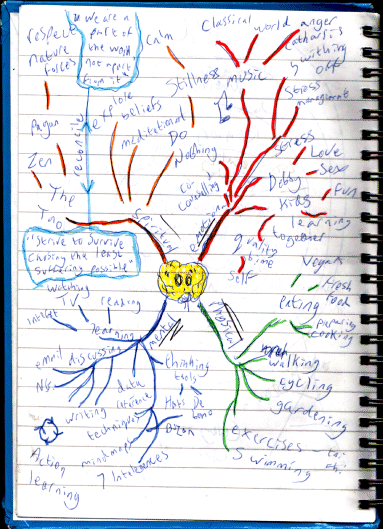
Mapa mental dibujado a mano en un cuaderno de una línea.

Los mapas mentales tienen muchos usos aplicativos en los ámbitos personal, familiar, educacional y empresarial, incluyendo la toma de notas, la lluvia de ideas, la realización de resúmenes, como herramienta  nemotécnica o como medio para explicar ideas complejas.
Además de estos casos de uso directos, los datos extraídos de un mapa mental se pueden utilizar para mejorar otras aplicaciones, por ejemplo, los  sistemas expertos o los  motores de búsqueda. Para hacerlo, los mapas mentales se pueden analizar con los métodos clásicos de extracción de información para clasificar el mapa mental de un autor o los documentos que se enlazan desde el propio mapa.
Los mapas mentales ayudan a:
- La expansión de la memoria.
- La retención natural y práctica de mucha información comprimida en unas cuantas palabras, dibujos, señales, letras, colores, etc.
- Comprender en poco tiempo visual mejor lo que hojas llenas de información escrita pudieran lograr.
- Exponer presentaciones laborales, trabajos educativos y tareas escolares.
- Facilitar el estudio de temas complejos y difíciles de entender.
- La recopilación sencilla y flexible de datos clave facilita los procesos de aprendizaje, pensamiento, ordenación, creación y memorización.
- Estructurar los hechos y los pensamientos de forma clara y fácil para las personas que lo crean.

## Herramientas de mapas mentales
En la actualidad existen numerosas herramientas y aplicaciones para crear mapas mentales. Estas pueden utilizarse desde aplicaciones web, instalarse de modo local en ordenadores y en dispositivos móviles.
- Freeplane es una aplicación Software Libre multiplataforma para la creación de mapas mentales. Es el sucesor de FreeMind.
- miMind Software gratuito para crear mapas mentales en Windows, Mac y Android.
- GitMind creador de mapas mentales en línea y gratuito que admite colaboración.
- MindManager creado de mapas mentales en línea de pago, admite la coedición.
- Mindly es un creador de mapas mentales para dispositivos móviles.
- Inclr es un creador de mapas mentales para dispositivos móviles.
- Microsoft Word (versión de escritorio) se pueden crear varios tipos de mapas mentales.
- Microsoft PowerPoint  es un creador de presentaciones el cual se puede utilizar fácilmente para hacer mapas mentales. Plantillas PowerPoint de Mapas Mentales.

## Mapas mentales directrices
Buzan sugiere las siguientes pautas para la creación de mapas mentales:
- El uso de imágenes, símbolos, códigos y dimensiones a lo largo de su mapa mental.
- Seleccionar palabras clave y de impresión utilizando letras mayúsculas o minúsculas.
- Cada palabra/imagen está mejor sola y sentada en su propia línea.
- Las líneas deben estar conectadas a partir de la imagen central. Se vuelven más delgadas a medida que irradian hacia fuera desde el centro.
- Las líneas deben ser de la misma longitud que la palabra/imagen de apoyo.
- El uso de múltiples colores en todo el mapa mental, para la estimulación visual y también para la codificación o la agrupación.
- Desarrollar un estilo propio de mapas mentales.
- El uso de énfasis y demostrar las asociaciones/enlaces en su mapa mental.
- Mantener el mapa mental claro y ordenado mediante el uso radial de jerarquía o contornos para abrazar sus ramas.

## Historia
Los mapas mentales han existido durante gran parte de la historia humana (después de que exista la escritura). Sin embargo, fue Tony Buzan (1942-2019), psicólogo y matemático, quién consiguió que despegasen como herramienta en el ámbito educativo. Al respecto, escribió el libro "El libro de los mapas mentales" donde plantea estos como una importante herramienta para la educación y como "…una técnica gráfica que nos ofrece una llave maestra para acceder al potencial de nuestro cerebro." Su idea de los mapas mentales establece una estructura con una palabra, imagen o idea central y que a partir de ella surgen ramificaciones.